# Trendsetter (Album)
Trendsetter ist das zweite Soloalbum des deutschen Rappers Fler. Es erschien am 23. Juni 2006 über das Label Aggro Berlin.

## Hintergrund
Das Album erschien knapp ein Jahr nach der Veröffentlichung des kontrovers diskutierten Debüts Neue Deutsche Welle. Im Vergleich zum Vorgänger ist das Album inhaltlich vielseitiger und persönlicher. So rechnet Fler etwa im Lied Vatermorgana mit seinem Vater ab, während Böser Engel sich mit den Beziehungsproblemen von Fler und einer alten Liebe beschäftigt.
Zu Trendsetter wurden vier Musikvideos gedreht. Die ersten beiden warben für das anstehende Album und wurden außerdem als Singles ausgekoppelt. Papa ist zurück erschien am 26. Mai 2006. Im Video sind erneut diverse Bezugspersonen aus Flers Umfeld wie Bass Sultan Hengzt und DJ Desue zu sehen. Als zweite Single wurde Çüs Junge mit Muhabbet ausgewählt. Diese erschien am 30. Juni 2006 und beinhaltet neben zwei Remixen von Çüs Junge, auch die Instrumental-Version, das Video, sowie zwei Bonustitel. Das dritte und vierte Video wurden zur Ankündigung der Premium Edition von Trendsetter gedreht. Die Stücke erschienen nicht als Single. Chef (Clip & Klar), welches als erstes fertiggestellt wurde, wurde von MTV und Viva aufgrund der dargestellten Härte nicht im Nachmittagsprogramm gezeigt und nur ins Nachtprogramm aufgenommen. Tagsüber dagegen konnten die Fans bei Get the Clip für das Video zu Wir bleiben stehen voten. Während des von Shizoe gesungenen Refrains werden Aussagen zu Fler von Kollegen wie Sido, Frauenarzt, Tony D oder den Beathoavenz im Video eingespielt.

## DVD
Die Trendsetter Premium Edition erschien am 15. September 2006 und besteht aus zwei Discs. Eine davon ist die Trendsetter DVD, die es auch einzeln im Handel zu kaufen gibt. Die DVD enthält Interviews mit Fler, Liveauftritte und Backstagereportagen. Dazu werden Freunde und Kollegen von Fler wie z. B. Sido, Tony D oder Juelz Santana gezeigt, die sich zu Fler äußern. Auch die Videos zu NDW 2005, Cüs Junge und Papa ist zurück mit den dazugehörigen Making-ofs sind auf der DVD zu finden.

## Titelliste

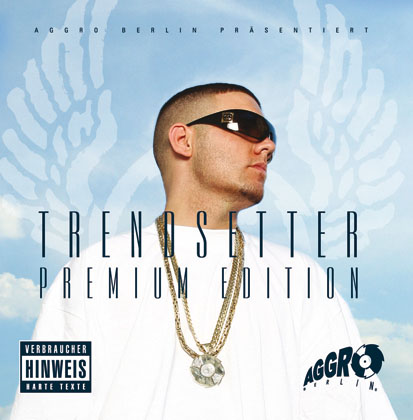
Cover der Premium Edition

| #   | Titel                       | Gastmusiker                | Produzent               | Länge |
| --- | --------------------------- | -------------------------- | ----------------------- | ----- |
| 1.  | Pacino Intro                |                            |                         | 0:57  |
| 2.  | Papa ist zurück             |                            | DJ Desue                | 3:10  |
| 3.  | Der Guteste                 | (feat. G-Hot)              | Loggarizm               | 3:54  |
| 4.  | Ich bleib’ wie ich bin      |                            | DJ Desue                | 4:28  |
| 5.  | Die Schule brennt           |                            | DJ Desue                | 3:36  |
| 6.  | A.G.G.R.O. Gee              |                            | Tai Jason               | 3:22  |
| 7.  | Ich scheine                 |                            | DJ Desue                | 3:22  |
| 8.  | Vatermorgana                |                            | DJ Desue                | 3:57  |
| 9.  | Am Abzug                    | (feat. Deso Dogg)          | Montana Beats           | 4:30  |
| 10. | Breakdance                  | (feat. G-Hot)              | Beathoavenz             | 4:31  |
| 11. | Nick bis dein Genick bricht | (feat. Tony D)             | DJ Desue                | 3:52  |
| 12. | Meine Homies                |                            | DJ Desue                | 3:49  |
| 13. | Skit                        |                            |                         | 0:36  |
| 14. | Backstage Pass              | (feat. B-Tight & Alpa Gun) | Paul NZA & M. Pompetzki | 3:47  |
| 15. | Zeit ist Geld               | (feat. Bass Sultan Hengzt) | Paul NZA                | 3:53  |
| 16. | Reich so reich              |                            | DJ Desue                | 3:59  |
| 17. | Çüs Junge                   | (feat. Muhabbet)           | Paul NZA & M. Pompetzki | 3:14  |
| 18. | Böser Engel                 |                            | DJ Desue                | 4:08  |
| 19. | Verrückt wie krass          | (feat. Sido)               | DJ Desue                | 4:08  |

| #  | Titel                                                | Gastmusiker   | Produzent     | Länge |
| -- | ---------------------------------------------------- | ------------- | ------------- | ----- |
| 1. | Gangzta Mucke (ersetzt das Lied "Die Schule brennt") | Juelz Santana | DJ Desue      | 3:13  |
| 2. | Meine Gang                                           |               | DJ Desue      | 3:01  |
| 3. | Chef (Clip & Klar)                                   |               | Montana Beats | 3:29  |
| 4. | Wir bleiben stehen                                   | Shizoe        | Montana Beats | 4:22  |

| #   | Titel                           |
| --- | ------------------------------- |
| 1   | Intro                           |
| 2.  | Papa ist zurück                 |
| 3.  | Trendsetter Features            |
| 4.  | Hip Hop – Die Rettung           |
| 5,  | Fler Backstage                  |
| 6.  | Neue Deutsche Welle             |
| 7.  | Fler Live                       |
| 8.  | Meine Homies                    |
| 9.  | Prost!                          |
| 10. | Papa ist zurück (Video)         |
| 11. | Papa ist zurück (Making Of)     |
| 12. | Cüs Junge (Video)               |
| 13. | Cüs Junge (Making Of)           |
| 14. | NDW 2005 (Video)                |
| 15. | Papa ist zurück (B-Boy Version) |

## Gastbeiträge
Acht Lieder des Albums enthalten Gastbeiträge anderer Künstler. So ist Flers Freund und Labelkollege G-Hot bei den Songs Der Guteste und Breakdance zu hören. Der Berliner Rapper Deso Dogg hat einen Gastauftritt bei Am Abzug und für Nick bis dein Genick bricht holte Fler sich die Unterstützung von Ex Aggro Berliner Tony D. Auf Backstage Pass treten die Rapper B-Tight und Alpa Gun in Erscheinung, während der Sänger Muhabbet bei Cüs Junge zu hören ist. Bass Sultan Hengzt rappt einen Vers auf Zeit ist Geld und Flers ehemaliger Labelkollege Sido unterstützt Fler bei Verrückt wie krass. Außerdem sind auf der Premium-Edition Tracks mit dem US-amerikanischen Rapper Juelz Santana (Gangzta Mucke) und dem Sänger Shizoe (Wir bleiben stehen) enthalten.

## Produktion
An der Produktion von Trendsetter waren die Hip-Hop-Musiker DJ Desue, Tai Jason, Paul NZA, die Beathoavenz und Montana Beats beteiligt. Der Großteil der Beats wurde von DJ Desue produziert. Er ist für die Lieder Papa ist zurück, Ich bleib wie ich bin, Die Schule brennt, Ich scheine, Vatermorgana, Nick bis dein Genick bricht, Meine Homies, Reich so reich, Böser Engel und Verrückt wie krass verantwortlich. Außerdem produzierte Desue die Stücke Gangzta Mucke und Meine Gang, welche auf der Premium Edition zu finden sind. Tai Jason steuerte den Beat zu dem Disstrack A.G.G.R.O Gee bei. Ebenfalls ein Lied wurde von Don Tone produziert. Dieses ist Der Guteste. Paul NZA produzierte die drei Musikstücke Cüs Junge, Backstage Pass und Zeit ist Geld. Für das Lied Breakdance zeigen sich die Beathoavnez verantwortlich. Außerdem produzierte Montana Beats das Lied Am Abzug. Auf der Premium Edition sind zwei weitere Produktionen des Musikers zu finden. Diese sind den Musikstücken Der Chef und Wir bleiben stehen zuzuordnen.

## Illustration
Das Cover zeigt Fler. Dieser ist bekleidet mit einem T-Shirt, welches schwarz auf der normalen Edition und weiß auf der Premium Edition ist, und einer Kette, die das Aggro-Sägeblatt als Anhänger hat. Fler trägt eine schwarze Sonnenbrille und guckt nach links aus dem Bild. Der Hintergrund des Covers ist schwarz (blau bei der Premium Edition). Außerdem befinden sich die Flügel des aktuellen Fler Logos im Hintergrund. Diese scheinen dem Rapper aus den Schultern zu entwachsen.

## Kritiken
| Professionelle Bewertungen | Professionelle Bewertungen |
| -------------------------- | -------------------------- |
| Kritiken                   |                            |
| Quelle                     | Bewertung                  |
| laut.de                    | [ 6 ]                      |
| rap.de                     | [ 7 ]                      |

Die Kritiken zu Trendsetter fielen durchwachsen aus. So bewertete das E-Zine Laut.de den Tonträger mit zwei von möglichen fünf Bewertungspunkten. Die zuständige Redakteurin Dani Fromm kritisiert die „Fixierung“ des Rappers auf Geld. Außerdem weist sie darauf hin, dass Fler, aus ihrer Sicht, nicht zu den besten deutschen Rappern zu zählen ist. Dennoch wird Trendsetter als „besser als der Vorgänger“ bezeichnet. So werden etwa die Beats von DJ Desue in der Rezension als positiv hervorgehoben.

„An den wenigen Stellen, an denen Fler auf dröges Reviergehabe und die große Gangsternummer verzichtet und auch ausnahmsweise mal nicht mit den Scheinen wedelt, erreicht er eine Glaubwürdigkeit, die ich ihm zugegebenermaßen nicht zugetraut hätte. [...] Da wird plötzlich Frauen Respekt gezollt (Cüs Junge) und Einblick in die zerrüttete Kinderseele eines Problemschülers zugelassen? Was ist denn hier los? Hoffen wir das Beste, dass die guten Vorsätze aus Vatermorgana auch greifen, wenn es akut wird. Bis dahin üben wir noch ein bisschen. Wenn es dann überall tönt wie in Ich Scheine, geht langsam die Sonne auf - sogar in Aggroberlin.“

Die Redakteure der Seite Rap.de bezeichnen Trendsetter als „sehr gelungenes“ Album, das das erste Album Neue Deutsche Welle qualitativ übertrifft. In der Rezension der Seite werden vor allem die Lieder Böser Engel und Vatermorgana positiv hervorgehoben. Außerdem wird Fler anhand des Stücks A.G.G.R.O. Gee attestiert, dass „er sich flowtechnisch und reimtechnisch sehr stark verbessert hat“.

## Kommerzieller Erfolg

### Chartplatzierungen
Trendsetter stieg in der 28. Kalenderwoche des Jahres 2006 auf Platz 4 in die Media Control Album-Charts ein. In den folgenden Wochen belegte der Tonträger die Plätze 14, 28 und 34. Insgesamt befand sich das Album 11 Wochen in den Top 100. Als erste Single wurde der Song Papa ist zurück ausgekoppelt, der auf Position 23 in die Charts einstieg und sich 9 Wochen in den Top 100 halten konnte. Die zweite Single Çüs Junge konnte auf Platz 50 einsteigen. In den folgenden Wochen belegte die Single die Platzierungen 63, 64 und 73. Mit dem Video zu Papa ist zurück konnte Fler fünfmal Platz 1 in den TRL Most Wanted der MTV-Show TRL erreichen. Außerdem belegte das Video einmal Platz 1 in den Wochencharts.

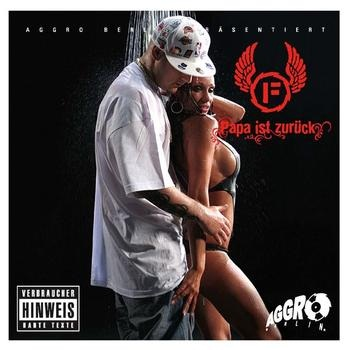
Cover der Single „Papa ist zurück“
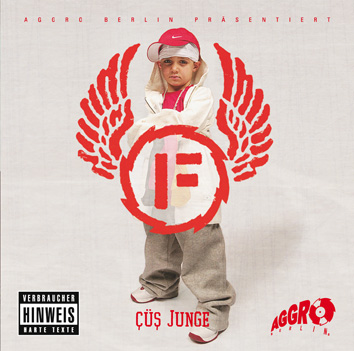
Cover der Single „Cüs Junge“

### Auszeichnungen für Musikverkäufe
| Land/Region     | Auszeichnungen für Musikverkäufe (Land/Region, Auszeichnung, Verkäufe) | Verkäufe |
| --------------- | ---------------------------------------------------------------------- | -------- |
| Europa (Impala) | Silber                                                                 | 30.000   |
| Insgesamt       | 1× Silber ·                                                            | 30.000   |